# 中国游戏纪事
《中国游戏纪事》是中国音像与数字出版协会出品，央视纪录国际有限公司製作的一部關於中华人民共和国电子游戏产业的紀錄片，紀錄片分三集於2023年11月8日在腾讯视频、爱奇艺和优酷三個平台上播放。紀錄片由於內容不全面，隱藏中國遊戲史上發生的負面事件而備受批評。

## 影片內容
第一集：拓荒
二十世紀九十年代，電子遊戲通過红白机、遊戲主機、個人電腦和街机進入中國大陸，同時也出現最早一批遊戲開發者。由於當時缺乏開發遊戲的人才和經驗，連遊戲引擎也沒有，加上盜版盛行，只有極少的開發者能跨越這些困難創作出遊戲。影片以杨南征開發的《神鹰突击队》推出的1994年作為「中国游戏元年」，《中关村启示录》製作人求伯君、杨南征、前导软件創始人边晓春和《仙剑奇侠传》製作人姚壮宪分享了當時開發遊戲遇到的困難。
第二集：成长
2000年7月，《萬王之王》由华彩软件代理進入中國大陸，開啟了中國的網遊時代。2001年互聯網泡沫破滅，網易、盛大等中國互聯網公司都受到了影響，為了尋找新的商業模式，盛大開始代理網遊《热血传奇》，網易選擇開發《大话西游Online》。之後其他互聯網公司如金山軟件、腾讯也相繼加入到網絡遊戲開發中。網遊的點卡收費模板也解決了前單機時代的盜版問題，後來《征途》的免費遊玩加內購更成為中國遊戲主流的收費模式。
第三集：破圈
2007年初代iPhone發佈，次年蘋果公司推出App Store，中國遊戲進入了智能手機時代。米哈遊总裁劉偉，莉莉絲遊戲聯合創始人张昊等人在那個時期進入行動遊戲行業創業。行動網絡的發展和手機硬件設備的進步，也為中國電子競技的發展提供的土壤。遊戲產業的發展也會推動一些前沿技術的發展和進步。

## 製作及播映
《中国游戏纪事》在拍攝早期名為《你好，游戏》，2021年7月23日拍攝團隊在北京舉行開機儀式，預計在同年的2021年度中国游戏产业年会上播放，開機儀式後，拍攝團隊就前往上海ChinaJoy採訪遊戲公司和行業相關人物。紀錄片出品方中国音像与数字出版协会游戏出版工作委员的主任委員張毅君表示，拍攝該片是為中國遊戲產業「还原史实和真相」，記錄二十世紀九十年代以來，中國遊戲產業從無到有的三十年發展歷程。到年末12月15日，《中国游戏纪事》在2021年度中国游戏产业年会上舉行試映會。年会上，紀錄片拍攝團隊表示《中国游戏纪事》共有三集，預計在2022年公映，2022年上半年將拍攝後兩集及進行後期製作。拍攝受到2019冠状病毒病疫情影響延期，到2023年2月16日，在2022年中国游戏产业年会上舉辦首映會。2023年11月8日，紀錄片在腾讯视频、爱奇艺和优酷三個平台上，以每週一集的方式播放。紀錄片合計三集，全長106分鐘，共計66名嘉賓出鏡，拍攝團隊先後在北京、上海、广州、深圳、杭州、成都、重庆等地取景拍攝。

## 評價
紀錄片公映後，引發很多中國網友的討論，紀錄片標榜為中國遊戲產業「还原史实和真相」，這個觀點遭到大量觀眾批評，批評集中在沒有記錄過去發生的負面事件。媒體方面，游戏大观、indienova、遊俠網和3DM均指出或批評紀錄片的內容不夠全面。紀錄片第一集，游戏大观編輯引述網絡上觀點指出紀錄片「视角不够全面，忽略了盗版、『游戏机禁令』等事件带来的深远影响」，《血狮》和小霸王学习机也沒有提及。遊俠網評論員白妖也表示「这部片子其实并不是给游戏玩家看的」，受限於時長，很多描述都「显得太过简略」。紀錄片的受眾是「并不了解游戏，但看到如今游戏行业、游戏市场的火热之后，又想要简略游戏历史（原文如此）」的人。3DM評論員Marvin摘寫了一篇長文講述他希望在《中国游戏纪事》上「真正想看到」的內容。